# Győri Klára
Győri Klára, Filep Istvánné (Szék, 1899. június 4. – Szék, 1975. augusztus 5.) erdélyi magyar mesemondó.

## Életútja
Gazdag örökségű mesemondó családban született; Nagy Olga a kolozsvári Folklór Intézet számára százhúsz „igaz történet”-et vett magnószalagra ajkáról. Hetvenöt éves korában megírta önéletrajzát, mely egy egyszerű parasztasszony lélektanilag érzékeny, őszinte emlékezését adja magáról, családjáról és környezetéről. A feljegyzéseit tartalmazó füzet mottója: „Kiszáradt az én örömem zöld fája, /Hetvenöt év fészket rakott reája.” A Nagy Olga gondozásában megjelent emlékirat címe ezt a mottót idézi: Kiszáradt az én örömem zöld fája (1975).